# Desmacella digitata
Desmacella digitata är en svampdjursart som först beskrevs av Claude Lévi 1960.  Desmacella digitata ingår i släktet Desmacella och familjen Desmacellidae.
Artens utbredningsområde är Senegal. Inga underarter finns listade i Catalogue of Life.